# Gens Caecilia

La gens Caecilia, in italiano Cecilia, era un'antichissima famiglia plebea romana. Coloro che fecero parte di questa gens vennero citati nella storia fin dal V secolo a.C., ma il primo dei Cecilii ad ottenere il titolo di console fu Lucio Cecilio Metello Dentro, nel 284 a.C.

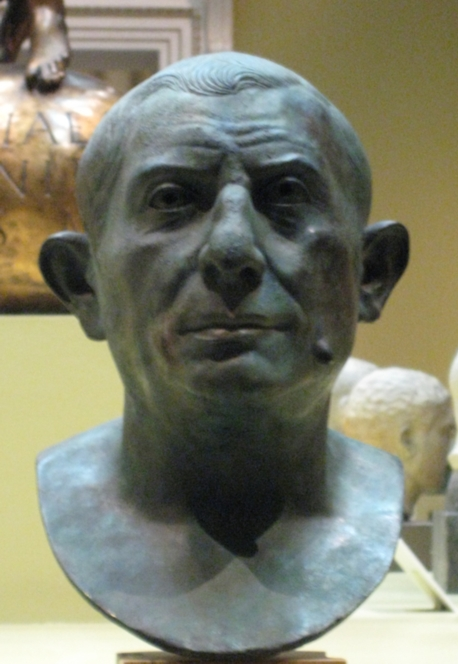
Lucio Cecilio Jucundus, un banchiere pompeiano.

## Origine
Come altre famiglie romane negli ultimi anni della Repubblica, i Ceacilii hanno segnato la loro origine da un personaggio ben noto Ceculo, un semidio figlio di Vulcano e di Preneste. Si narra che nacque dallo scoppio di una scintilla, una storia molto simile venne raccontata a Servio Tullio. Venne alla luce come un neonato, preservato dal suo padre divino e allevato dalle balie. Crebbe tra i pastori, divenendo un bandito. Una volta raggiunta la maggiore età, invocò un popolo campagnolo per fondare una nuova città, li convinse tramite un miracolo. Una tradizione alternativa sosteneva che i Caecilii discendessero da Caecas, uno dei compagni di Enea, che giunsero in Italia dopo la Guerra di Troia.

## Storia

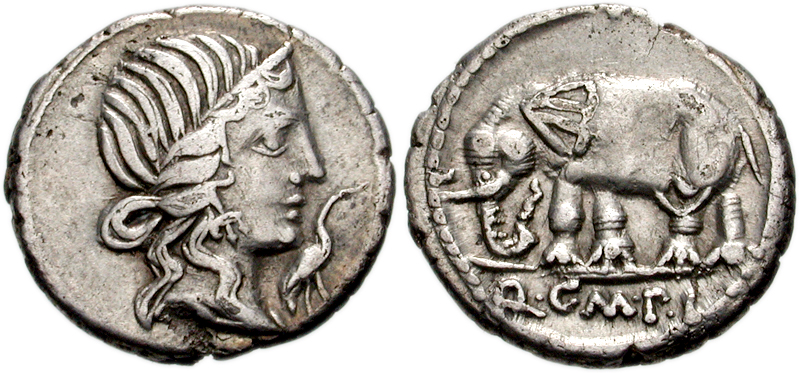
La moneta romana (denario) raffigura sul fronte: Quinto Cecilio Metello Pio nel 81 a.C. mentre sul retro, un elefante che celebra la vittoria di Panormus nel 251 a.C.

Dal console Lucio Cecilio Metello Dentro, la famiglia Metelli divenne una delle più importanti a Roma. Quinto Metello, diventato console nel 143 a.C., ebbe quattro figli che nella maggiore età anch'essi diventeranno consoli o simili.
La famiglia dei Metelli si distingueva delle altre famiglie romane per il suo sostegno costante al partito degli ottimati. Il significato etimologico del nome è ancora oggi incerto. Festo, noto grammatico romano, lo collega a mercenarii, per la somiglianza del suono.
La vittoria del console L. Cecilio Metello contro gli elefanti di Asdrubale a Panormus nel 251 a.C. sembra aver lasciato un'impronta duratura nella storia della famiglia, poiché su molte monete coniate si trovano raffigurati degli elefanti, tanto che si è ipotizzato che quell'immagine fosse diventata il loro emblema.

## Tria nomina

### Praenomina
I praenomina usati dalla gens furono: Quintus, Lucius, Marcus, Gaius e Aulus.

### Cognomina
I vari cognomen di questa gens sotto la Repubblica, sono i seguenti: Bassus, Denter, Metellus (i più conosciuti), Niger, Pinna e Rufus.

## Personaggi illustri
Tra i più noti personaggi della gens Caecilia ricordiamo:
- Lucio Cecilio Metello Dentro, console nel 284 a.C. e pretore nel 283 a.C., rimase ucciso in battaglia contro i Senoni.
- Lucio Cecilio Metello, console nel 251 a.C. durante la Prima guerra punica e nel 247 a.C. divenne Pontefice massimo.
- Quinto Cecilio Metello Balearico, console nel 123 a.C. e censore nel 120 a.C, conquistò le Isole Baleari, ricevendo come ricompensa il cognome di Balearico, fondò inoltre molte città nei dintorni.
- Lucio Cecilio Dentro, pretore nel 182 a.C., ottenne la Sicilia come sua provincia.[12]
- Marco Cecilio Dentro, uno degli ambasciatori inviati alla corte di Perseo di Macedonia nel 173 a.C. per ispezionare gli affari della Macedonia e ad Alessandria per rinnovare i rapporti con Tolomeo VI.[13]

## Membri della gens

### Caecilii Metelli
- Lucio Cecilio Metello Dentro: console nel 284 a.C.;
- Lucio Cecilio Metello: console nel 251 a.C. e nel 247 a.C.;
- Quinto Cecilio Metello: console nel 206 a.C.;
- Quinto Cecilio Metello Macedonico: console nel 143 a.C.;
- Lucio Cecilio Metello Calvo: console nel 142 a.C.;
- Quinto Cecilio Metello Balearico: console nel 123 a.C.;
- Lucio Cecilio Metello Dalmatico: console nel 119 a.C.;
- Lucio Cecilio Metello Diademato: console nel 117 a.C.;
- Marco Cecilio Metello: console nel 115 a.C.;
- Gaio Cecilio Metello Caprario: console nel 113 a.C.;
- Quinto Cecilio Metello Numidico: console nel 109 a.C.;
- Quinto Cecilio Metello Nepote maggiore: console nel 98 a.C.;
- Quinto Cecilio Metello Pio: figlio di Numidico, console nell'80 a.C.;
- Quinto Cecilio Metello Cretico: figlio di Caprario, console nel 69 a.C.;
- Lucio Cecilio Metello: figlio di Dalmatico console nel 68 a.C.;
- Quinto Cecilio Metello Celere: console nel 60 a.C.;
- Quinto Cecilio Metello Nepote minore: figlio di Nepote maggiore, console nel 57 a.C.;
- Quinto Cecilio Metello Pio Scipione Nasica Corneliano: figlio di Pio, console nel 52 a.C..

### Caecilli Dentri
- Lucio Cecilio Dentro: pretore nel 182 a.C., propretore di Sicilia nel 181 a.C.;
- Marco Cecilio Dentro: ambasciatore mandato presso Perseo di Macedonia nel 173 a.C..

### Altri Caecilii
- Quinto Cecilio: tribuno della plebe nel 439 a.C., difese l'esecuzione di Spurio Melio;[14]
- Gaio Cecilio: tribuno militare nel 260 a.C. al servizio di Gaio Duilio;[15]
- Marco Cecilio: legato di Lucio Furio Purpureone in Gallia nel 200 a.C.;[16]
- Aulo Cecilio: edile plebeo nel 189 a.C.;[17]
- Marco Cecilio: decemvirus agris dandis adsignandis nel 173 a.C., legato mandato in Apulia e in Calabria per comprare grano per l'esercito e la flotta nel 172 a.C.;[18]
- Aulo Cecilio: triumvir monetalis intorno agli anni 150-133 a.C.;[19]
- Quinto Cecilio Q. f. Ani.: senatore nel 129 a.C., forse identificabile con Metello Macedonico;[20]
- Gaio Cecilio Cornuto: pretore prima del 90 a.C.;[21]
- Quinto Cecilio Nigro: questore in Sicilia nel 72 a.C. sotto Gaio Verre, il quale, quando fu processato due anni dopo, tentò di proporlo come proprio accusatore "fantoccio" al posto di Cicerone;
- Gaio Cecilio Cornuto: pretore nel 57 a.C., aiutò Cicerone a tornare dall'esilio;[22]
- Lucio Cecilio Rufo: questore intorno al 66 a.C., tribuno della plebe nel 63 a.C., quando propose una legge per restituire i diritti civili a Publio Autronio Peto e a Publio Cornelio Silla e promise di porre il veto alla lex Servilia agraria di Rullo. Fu poi pretore urbano nel 57 a.C. e proconsole in Sicilia nel 56 a.C.;[23]
- Cecilio Buciliano: senatore nel 44 a.C.;[20]
- Marco Cecilio Cornuto: pretore urbano nel 43 a.C., rimase a governo della repubblica dopo la morte dei consoli Irzio e Pansa.[24]